# Justicia crenata
Justicia crenata là một loài thực vật có hoa trong họ Ô rô. Loài này được (Leonard) Durkee mô tả khoa học đầu tiên năm 1978.